# Овца в геральдике

Геральдическая овца

Овца  (фр. mouton) — естественная негеральдическая гербовая фигура. Согласно Александру Лакиеру, в геральдике «Овца изображает собою кротость и сельскую жизнь». Европейские геральдисты приписывают овце символ "кротости, дружелюбия, терпения среди превратностей судьбы".
Благодаря присущим овце кротости, смирению и покорности, она стала символом христианской паствы, легко заблуждающейся, сомневающейся и поэтому нуждающейся в духовном лидере  — Пасторе.

## Блазонирование
Овца, изображенная золотой в красном поле геральдического щита, означает благородную душу, которая нежится у огня милосердия, а если изображена серебряной в синем поле, то "невинность поступков и чистоту души".
В гербах изображается "пасущейся" (голова наклонена к земле), "шествующая" (поднята одна правая нога), "восстающая" (стоит на двух задних ногах) и "лежачая" (отдыхающая). Иногда овца изображается в ошейнике и с колокольчиком, отличительными от общего цвета животного. Если копыта отличаются от общего цвета овцы, то цвет указывается в описании герба.
В русской геральдике изображение овцы употреблялось в городской геральдике и в основном обозначало развитое скотоводство и выделку овечьей шерсти: Бугуруслан, Буинск.

## Изображения

Юноша (герб)
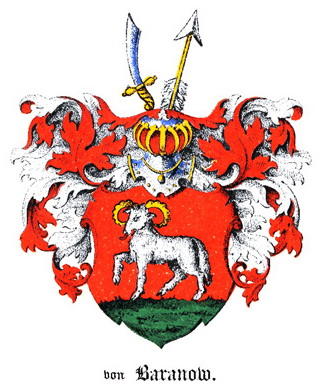
Герб эстляндской ветви рода Барановых
герб муниципалитета Андорра (Теруэль)
герб коммуны Вильдберг (Цюрих)
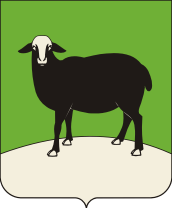
Герб Бугуруслана
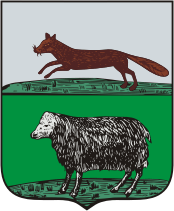
Герб Бугуруслана времен Российской империи
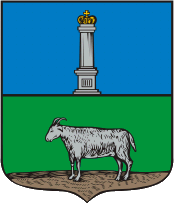
Герб Буинска
герб Испанских Бурбонов с цепью ордена Золотого руна
Герб Кутаисской губернии